# Oswald August Völkel
Oswald August Völkel (* 1884 in Oberwaldenburg; † 6. Juli 1953 in Greifswald) war ein deutscher Bergmann und Archivar.

## Leben
Oswald August Völkel war der Sohn eines Bergmanns aus dem schlesischen Bergland. Sein Vater verlor im Bergwerk sein Leben, wie auch bereits der Vater seiner Mutter den Bergmannstod fand.
Völkel besuchte die Volksschule in Neuhain bei Waldenburg, nachdem seine Eltern mit ihm dorthin gezogen waren. Von einem Kaplan wurde er auf den Besuch des Gymnasiums in Waldenburg vorbereitet, doch dies scheiterte aus finanziellen Gründen. Bereits mit 13 Jahren fuhr er seine erste Schicht als Bergmann. Er bewarb sich als Bergpraktikant und besuchte die Bergvorschule. Anschließend wurde er an der Bergschule in Gleiwitz aufgenommen. Nach erfolgreichem Abschluss erhielt er eine Stelle in der Bergbauverwaltung in Gleiwitz. Dort lernte er erstmals ein Verwaltungsarchiv kennen, wodurch sein Interesse am Archivwesen geweckt wurde. Er regte die Gründung eines Stadtarchivs in Gleiwitz an.
1924 wechselte er aus der Bergbauverwaltung in den Dienst der Stadt Gleiwitz, wo er Verkehrsdirektor wurde. 1930 erfolgte seine Ernennung zum Personal- und Verwaltungsdirektor der Stadt Gleiwitz. Nach der Machtergreifung durch die Nationalsozialisten wurde er im April 1933 aus dem städtischen Dienst entlassen. Aufgrund massiven Protestes erfolgte seine Wiedereinstellung, diesmal als Archivdirektor von Gleiwitz. Als solcher gab er u. a. die Gleiwitzer Jahrbücher heraus.
Im Zweiten Weltkrieg war er Dezernent des Wirtschafts- und Ernährungsamtes in Gleiwitz. Anfang 1945 flüchtete er aus Gleiweitz nach Reichenberg, wo er die dortige Bibliothek einige Monate leitete. Nach Kriegsende kehrte er nach Gleiwitz zurück, um der polnischen Stadtverwaltung bei der Neuordnung des durcheinandergeratenen Stadtarchivs mitzuhelfen. Er musste als Deutscher Polen verlassen und siedelte nach Mecklenburg um. Bei der Universitätsbibliothek in Rostock fand er eine Anstellung, später wechselte er an die Landesbibliothek nach Schwerin.
Im September 1947 erfolgte die Berufung von Oswald August Völkel an das Landeshauptarchiv Schwerin. Bereits zum 1. Oktober 1947 übernahm er die Leitung des neugeschaffenen Landesarchivs Greifswald, das er bis zu seinem Tod im Alter von 69 Jahren leitete. In Greifswald hat er sich besonders durch die Rückführung und Wiederaufstellung der aus dem Staatsarchiv Stettin ausgelagerten Bestände verdient gemacht.
Er wurde 1953 auf dem Friedhof Eldena beigesetzt.